# Stichillus tuberculosus
Stichillus tuberculosus är en tvåvingeart som beskrevs av Liu och Chou 1996. Stichillus tuberculosus ingår i släktet Stichillus och familjen puckelflugor.
Artens utbredningsområde är Yunnan (Kina). Inga underarter finns listade i Catalogue of Life.